# Mistrzostwa Świata w Piłce Nożnej 2002

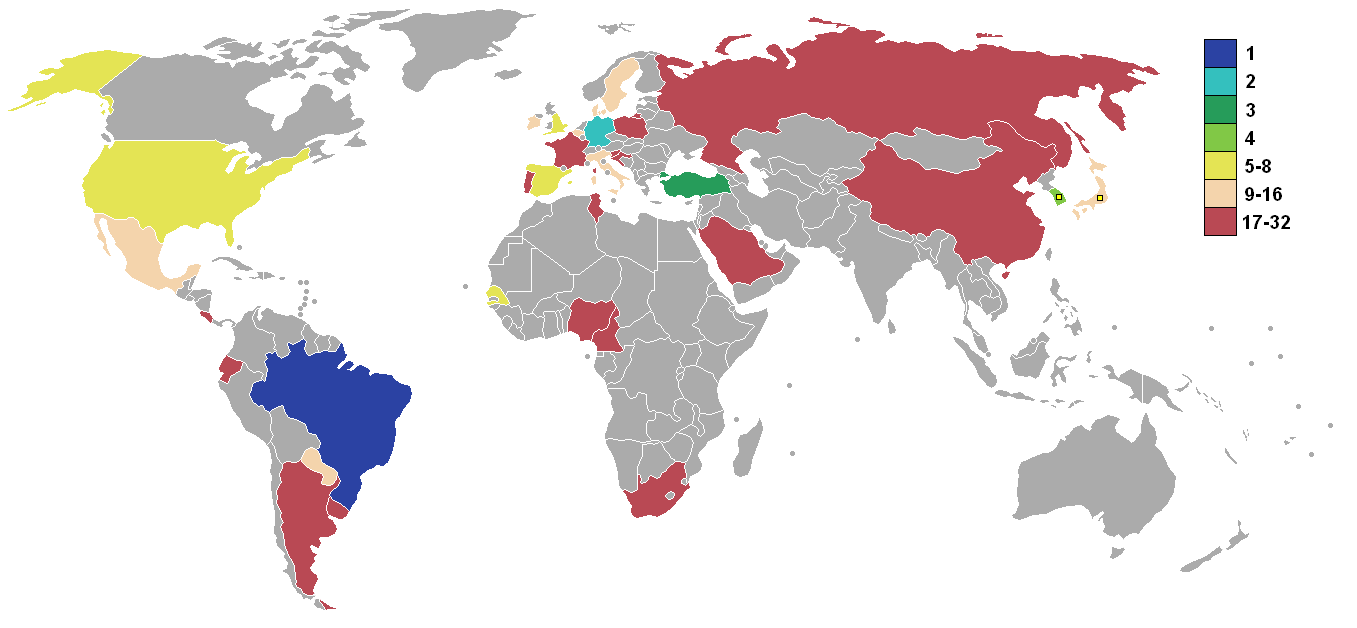
Państwa, uczestnicy Mistrzostw Świata w 2002 roku oraz ich lokata wywalczona podczas turnieju

XVII Mistrzostwa Świata w Piłce Nożnej w 2002 roku zostały rozegrane w dniach 31 maja–30 czerwca w Korei Południowej i Japonii, którym przyznano organizację imprezy w maju 1996 roku. Pierwszy raz w historii mistrzostwa zorganizowane zostały przez dwa kraje i po raz pierwszy poza Europą lub Ameryką. W turnieju zadebiutowały reprezentacje Chin, Ekwadoru, Senegalu, Słowenii.
W finale spotkały się dwie najbardziej utytułowane drużyny mistrzostw świata. Brazylia pokonała Niemcy 2:0, zdobywając swój piąty tytuł. Był to pierwszy mecz tych drużyn w historii tego turnieju. Turcja i Korea Południowa dotarły do półfinału, stając się odpowiednio pierwszą reprezentacją muzułmańską i pierwszą z Azji, które tego dokonały (i w przypadku drużyn z Azji jak do tej pory ostatnią). Aczkolwiek występ Koreańczyków wzbudził duże kontrowersje ze względu na stronniczość sędziów.
Polska po raz pierwszy od 1986 roku zagrała w finałach mistrzostw świata, jednak przegrała dwa pierwsze mecze (z Koreą Płd. 0:2 i Portugalią 0:4). Dopiero w ostatnim meczu pokonała reprezentację USA 3:1. Mimo to zakończyła mistrzostwa na ostatnim miejscu w grupie. Stany Zjednoczone, pomimo porażki w meczu z Polską, zajęły drugie miejsce i awansowały do dalszych gier.

## Maskotka mistrzostw
Maskotką turnieju były trzy postacie: Ato, Nik i Kaz (określani również zbiorowo jako The Spheriks) – trzej przybysze z miejsca zwanego Atmozone. Najwyższy – żółty Ato symbolizuje trenera. Różowy Nik i niebieski Kaz to dwaj gracze / kibice.

## Kwalifikacje
Do eliminacji przystąpiło 199 drużyn z całego świata, walcząc o 29 wolnych miejsc na turnieju. Trzy zostały już odgórnie zarezerwowane dla gospodarzy (Korea Południowa i Japonia) oraz obrońcy tytułu – Francji. Był to ostatni turniej, w którym obrońca tytułu miał przywilej udziału bez eliminacji. Polska do jej pierwszych od 1986 roku mistrzostw zakwalifikowała się jako pierwsza ze strefy europejskiej.
| Afryka (CAF) kwalifikacje Kamerun (17) Nigeria (29) Południowa Afryka (34) Senegal (32) Tunezja (36) Azja (AFC) kwalifikacje Arabia Saudyjska (38) Chiny (51) Japonia (gospodarz) (24) Korea Południowa (gospodarz) (22) Ameryka Południowa (CONMEBOL) kwalifikacje Argentyna (2) Brazylia (1) Ekwador (31) Paragwaj (18) Urugwaj (23) | Europa (UEFA) kwalifikacje Anglia (8) Belgia (19) Chorwacja (27) Dania (13) Francja (mistrz) (3) Irlandia (14) Hiszpania (4) Niemcy (5) Polska (39) Portugalia (7) Rosja (28) Słowenia (35) Szwecja (20) Turcja (12) Włochy (10) Ameryka Północna (CONCACAF) kwalifikacje Kostaryka (26) Meksyk (6) Stany Zjednoczone (11) |

W nawiasach podane miejsce w Rankingu FIFA.

## Koszyki
Losowanie grup mistrzostw odbyło się 1 grudnia 2001 roku w Centrum Wystawowym BEXCO w koreańskim mieście Pusan.
| Koszyk A                                                                                    | Koszyk B | Koszyk C                                                  | Koszyk D                                                                                             |
| ------------------------------------------------------------------------------------------- | --- | --------------------------------------------------------- | --- |
| - Argentyna - Brazylia - Francja - Hiszpania - Japonia - Korea Południowa - Niemcy - Włochy | - Anglia - Belgia - Chorwacja - Dania - Irlandia - Polska - Portugalia - Rosja - Słowenia - Szwecja - Turcja | - Arabia Saudyjska - Chiny - Ekwador - Paragwaj - Urugwaj | - Kamerun - Kostaryka - Meksyk - Nigeria - Południowa Afryka - Senegal - Tunezja - Stany Zjednoczone |

## Stadiony

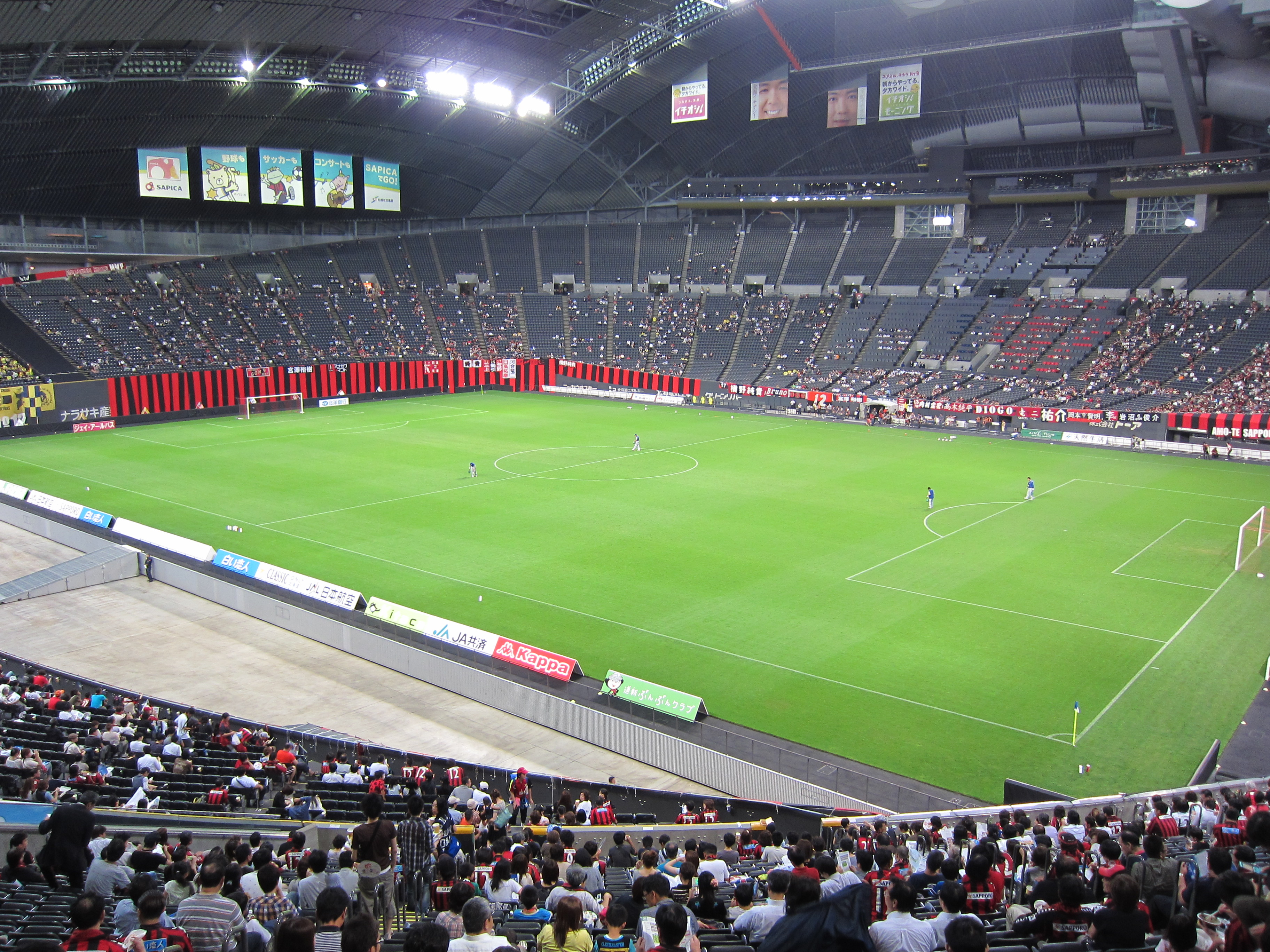
Stadion Sapporo Dome widziany z zewnątrz, Sapporo (Japonia)

| Miasto | Stadion                  | Pojemność        | Liczba meczów    |                  |                  |
| Korea Południowa                                                                                           | Korea Południowa         | Korea Południowa | Korea Południowa | Korea Południowa | Korea Południowa |
| --- | ------------------------ | ---------------- | ---------------- | ---------------- | ---------------- |
| Seogwipo                                                                                                   | Cheju World Cup Stadium  | 42 256           | 3                |                  |                  |
| Chŏnju | Chonju Castle            | 42 391           | 3                |                  |                  |
| Daegu | Daegu World Cup Stadium  | 68 014           | 4                |                  |                  |
| Inczon | Incheon Munhak Stadium   | 52 179           | 3                |                  |                  |
| Kwangju | Guus Hiddink Stadium     | 42 880           | 3                |                  |                  |
| Pusan | Pusan Asiad Stadium      | 55 982           | 3                |                  |                  |
| Seul | Seul World Cup Stadium   | 63 961           | 3                |                  |                  |
| Suwŏn | Big Bird Stadium         | 43 188           | 4                |                  |                  |
| Taejŏn | Daejon World Cup Stadium | 40 407           | 3                |                  |                  |
| Ulsan | Munsu Cup Stadium        | 43 550           | 3                |                  |                  |
| Japonia |                          |                  |                  |                  |                  |
| Ibaraki | Stadion Kashima          | 40 728           | 3                |                  |                  |
| Jokohama                                                                                                   | International Stadium    | 72 327           | 4                |                  |                  |
| Kobe | Wing Stadium             | 42 tys.          | 3                |                  |                  |
| Rifu | Stadion Miyagi           | 49 133           | 3                |                  |                  |
| Niigata | Big Swan Stadium         | 42,3 tys.        | 3                |                  |                  |
| Ōita | Stadion Ōita             | 43 tys.          | 3                |                  |                  |
| Osaka | Stadion Nagai            | 50 tys.          | 3                |                  |                  |
| Saitama | Stadion Saitama          | 63 700           | 4                |                  |                  |
| Sapporo | Sapporo Dome             | 41 580           | 3                |                  |                  |
| Shizuoka                                                                                                   | Ecopa Stadium            | 50 889           | 3                |                  |                  |
| IbarakiJokohamaKobeRifuNiigataŌitaOsakaSaitamaSapporoShizuoka Miasta-organizatorzy na mapie Japonii        |                          |                  |                  |                  |                  |
| SeogwipoJeonjuDaeguInczonGwangjuPusanSeulSuwonDaejeonUlsan Miasta-organizatorzy na mapie Korei Południowej |                          |                  |                  |                  |                  |

## Sędziowie główni
| Azja - Ali Bujsaim (2) - Toru Kamikawa (1) - Kim Young-joo (1) - Lu Jun (2) - Saad Mane (3) Afryka - Coffi Codjia (1) - Mourad Dami (1) - Gamal Al-Ghandour (3) - Mohamed Guezzaz (1) - Falla N’Doye (1) |  | Ameryka centralna i Północna - Carlos Batres (2) - Brian Hall (2) - William Mattus (2) - Peter Prendergast (2) - Felipe Ramoz Rizo (3) Ameryka Południowa - Ubaldo Aquino (2) - Byron Moreno (2) - René Ortubé (1) - Óscar Ruiz (3) - Ángel Sánchez (2) - Carlos Simon (2) Australia i Oceania - Mark Shield (1) |  | Europa - Pierluigi Collina (3) - Hugh Dallas (2) - Anders Frisk (2) - Terje Hauge (1) - Antonio Lopez Nieto (2) - Urs Meier (2) - Vitor Melo Pereira (2) - Markus Merk (2) - Ľuboš Micheľ (1) - Kim Milton Nielsen (3) - Graham Poll (1) - Kyros Vassaras (1) - Gilles Veissière (1) - Jan Wegereef (1) |

## Faza grupowa
Legenda do tabelek:
- Pkt – liczba punktów
- M – liczba meczów
- W – wygrane
- R – remisy
- P – porażki
- Br+ – bramki zdobyte
- Br− – bramki stracone
- +/− – różnica bramek

Dwie pierwsze drużyny z każdej grupy awansowały do dalszych gier.
Czas: UTC+9

### Grupa A
| Zespół  | Pkt | M | W | R | P | Br+ | Br− | +/− |
| ------- | --- | - | - | - | - | --- | --- | --- |
| Dania   | 7   | 3 | 2 | 1 | 0 | 5   | 2   | 3   |
| Senegal | 5   | 3 | 1 | 2 | 0 | 5   | 4   | 1   |
| Urugwaj | 2   | 3 | 0 | 2 | 1 | 4   | 5   | -1  |
| Francja | 1   | 3 | 0 | 1 | 2 | 0   | 3   | -3  |

| 31 maja 2002 18:00 | Francja | 0:1(0:1)raport | Senegal · Papa Bouba Diop 30' | Seul World Cup Stadium, Seul Widzów: 62 561 Sędzia: Ali Bujsaim |
|                    |         |                |                               |                                                                 |

| 1 czerwca 2002 18:00 | Urugwaj · Darío Rodríguez 47' | 1:2(0:1)raport | Dania · Jon Dahl Tomasson 45', 83' | Munsu Cup Stadium, Ulsan Widzów: 30 157 Sędzia: Saad Mane |
|                      |                               |                |                                    |                                                           |

| 6 czerwca 2002 15:30 | Dania · Jon Dahl Tomasson 16' (k.) | 1:1(1:0)raport | Senegal · Salif Diao 52' | Stadion Daegu World Cup Stadium, Daegu Widzów: 43 500 Sędzia: Carlos Batres |
|                      |                                    |                |                          |                                                                             |

| 6 czerwca 2002 20:30 | Francja | 0:0(0:0)raport | Urugwaj | Pusan Asiad Stadium, Pusan Widzów: 38 289 Sędzia: Felipe Ramos |
|                      |         |                |         |                                                                |

| 11 czerwca 2002 15:30 | Dania · Dennis Rommedahl 22' · Jon Dahl Tomasson 67' | 2:0(1:0)raport | Francja | Incheon Munhak Stadium, Inczon Widzów: 48 100 Sędzia: Vítor Melo Pereira |
|                       |                                                      |                |         |                                                                          |

| 11 czerwca 2002 15:30 | Senegal · Khalilou Fadiga 20' (k.) · Papa Bouba Diop 26', 38' | 3:3(3:0)raport | Urugwaj · Richard Morales 46' · Diego Forlán 69' · Alvaro Recoba 88' (k.) | Suwon World Cup Stadium, Suwŏn Widzów: 33 681 Sędzia: Jan Wegereef |
|                       |                                                               |                |                                                                           |                                                                    |

### Grupa B
| Zespół    | Pkt | M | W | R | P | Br+ | Br− | +/− |
| --------- | --- | - | - | - | - | --- | --- | --- |
| Hiszpania | 9   | 3 | 3 | 0 | 0 | 9   | 4   | 5   |
| Paragwaj  | 4   | 3 | 1 | 1 | 1 | 6   | 6   | 0   |
| RPA       | 4   | 3 | 1 | 1 | 1 | 5   | 5   | 0   |
| Słowenia  | 0   | 3 | 0 | 0 | 3 | 2   | 7   | -5  |

| 2 czerwca 2002 16:30 | Paragwaj · Roque Santa Cruz 39' · Francisco Arce 55' | 2:2(1:0)raport | RPA · Teboho Mokoena 63' · Quinton Fortune 90'+1 (k.) | Pusan Asiad Stadium, Pusan Widzów: 25 186 Sędzia: Ľuboš Micheľ |
|                      |                                                      |                |                                                       |                                                                |

| 2 czerwca 2002 20:30 | Hiszpania · Raúl González 44' · Juan Carlos Valerón 74' · Fernando Hierro 87' (k.) | 3:1(1:0)raport | Słowenia · Sebastjan Cimirotič 82' | Kwangju World Cup Stadium, Kwangju Widzów: 28 598 Sędzia: Mohamed Guezzaz |
|                      |                                                                                    |                |                                    |                                                                           |

| 7 czerwca 2002 18:00 | Hiszpania · Fernando Morientes 53', 69' · Fernando Hierro 83' (k.) | 3:1(0:1)raport | Paragwaj · Carles Puyol 10' (sam.) | Chonju World Cup Stadium, Chŏnju Widzów: 24 tys. Sędzia: Gamal Ghandour |
|                      |                                                                    |                |                                    |                                                                         |

| 8 czerwca 2002 15:30 | RPA · Siyabonga Nomvethe 4' | 1:0(1:0)raport | Słowenia | Stadion Daegu World Cup Stadium, Daegu Widzów: 47 226 Sędzia: Ángel Sánchez |
|                      |                             |                |          |                                                                             |

| 12 czerwca 2002 20:30 | RPA · Benny McCarthy 31' · Lucas Radebe 53' | 2:3(1:2)raport | Hiszpania · Raúl González 4', 56' · Gaizka Mendieta 45'+1 | Daejon World Cup Stadium, Taejŏn Widzów: 31 024 Sędzia: Saad Mane |
|                       |                                             |                |                                                           |                                                                   |

| 12 czerwca 2002 20:30 | Słowenia · Milenko Ačimovič 45'+1 | 1:3(1:0)raport | Paragwaj · Nelson Cuevas 65', 84' · Jorge Luis Campos 73' | Cheju World Cup Stadium, Seogwipo Widzów: 30 176 Sędzia: Felipe Ramos |
|                       |                                   |                |                                                           |                                                                       |

### Grupa C
| Zespół    | Pkt | M | W | R | P | Br+ | Br− | +/− |
| --------- | --- | - | - | - | - | --- | --- | --- |
| Brazylia  | 9   | 3 | 3 | 0 | 0 | 11  | 3   | 8   |
| Turcja    | 4   | 3 | 1 | 1 | 1 | 5   | 3   | 2   |
| Kostaryka | 4   | 3 | 1 | 1 | 1 | 5   | 6   | -1  |
| Chiny     | 0   | 3 | 0 | 0 | 3 | 0   | 9   | -9  |

| 3 czerwca 2002 18:00 | Brazylia · Ronaldo 50' · Rivaldo 87' (k.) | 2:1(0:1)raport | Turcja · Hasan Şaş 45'+2 | Munsu Cup Stadium, Ulsan Widzów: 33 842 Sędzia: Kim Young-joo |
|                      |                                           |                |                          |                                                               |

| 4 czerwca 2002 15:30 | Chiny | 0:2(0:0)raport | Kostaryka · Rónald Gómez 61' · Mauricio Wright 65' | Kwangju World Cup Stadium, Kwangju Widzów: 27 217 Sędzia: Kyros Wasaras |
|                      |       |                |                                                    |                                                                         |

| 8 czerwca 2002 20:30 | Brazylia · Roberto Carlos 15' · Rivaldo 32' · Ronaldinho 45' (k.) · Ronaldo 55' | 4:0(3:0)raport | Chiny | Cheju World Cup Stadium, Seogwipo Widzów: 36 750 Sędzia: Anders Frisk |
|                      |                                                                                 |                |       |                                                                       |

| 9 czerwca 2002 18:00 | Kostaryka · Winston Parks 86' | 1:1(0:0)raport | Turcja · Emre Belözoğlu 56' | Incheon Munhak Stadium, Inczon Widzów: 42 299 Sędzia: Coffi Codjia |
|                      |                               |                |                             |                                                                    |

| 13 czerwca 2002 15:30 | Kostaryka · Paulo Wanchope 39' · Rónald Gómez 56' | 2:5(1:3)raport | Brazylia · Ronaldo 10', 13' · Edmílson 38' · Rivaldo 62' · Júnior 64' | Suwon World Cup Stadium, Suwŏn Widzów: 38 524 Sędzia: Gamal Ghandour |
|                       |                                                   |                |                                                                       |                                                                      |

| 13 czerwca 2002 15:30 | Turcja · Hasan Şaş 6' · Bülent Korkmaz 9' · Ümit Davala 85' | 3:0(2:0)raport | Chiny | Seul World Cup Stadium, Seul Widzów: 43 605 Sędzia: Óscar Ruiz |
|                       |                                                             |                |       |                                                                |

### Grupa D
| Zespół            | Pkt | M | W | R | P | Br+ | Br− | +/− |
| ----------------- | --- | - | - | - | - | --- | --- | --- |
| Korea Południowa  | 7   | 3 | 2 | 1 | 0 | 4   | 1   | 3   |
| Stany Zjednoczone | 4   | 3 | 1 | 1 | 1 | 5   | 6   | -1  |
| Portugalia        | 3   | 3 | 1 | 0 | 2 | 6   | 4   | 2   |
| Polska            | 3   | 3 | 1 | 0 | 2 | 3   | 7   | -4  |

| 4 czerwca 2002 20:30 | Korea Południowa · Hwang Sun-hong 26' · Yoo Sang-chul 53' | 2:0(1:0)raport | Polska | Pusan Asiad Stadium, Pusan Widzów: 48 760 Sędzia: Óscar Ruiz |
|                      |                                                           |                |        |                                                              |

| 5 czerwca 2002 18:00 | Stany Zjednoczone · John O’Brien 4' · Jorge Costa 29' (sam.) · Brian McBride 36' | 3:2(3:1)raport | Portugalia · Beto 39' · Jeff Agoos 71' (sam.) | Suwon World Cup Stadium, Suwŏn Widzów: 37 306 Sędzia: Byron Moreno |
|                      |                                                                                  |                |                                               |                                                                    |

| 10 czerwca 2002 15:30 | Korea Południowa · Ahn Jung-hwan 78' | 1:1(0:1)raport | Stany Zjednoczone · Clint Mathis 24' | Stadion Daegu World Cup Stadium, Daegu Widzów: 60 778 Sędzia: Urs Meier |
|                       |                                      |                |                                      |                                                                         |

| 10 czerwca 2002 20:30 | Portugalia · Pauleta 14', 65', 77' · Rui Costa 88' | 4:0(1:0)raport | Polska | Chonju World Cup Stadium, Chŏnju Widzów: 31 tys. Sędzia: Hugh Dallas |
|                       |                                                    |                |        |                                                                      |

| 14 czerwca 2002 20:30 | Portugalia | 0:1(0:0)raport | Korea Południowa · Park Ji-sung 70' | Incheon Munhak Stadium, Inczon Widzów: 50 239 Sędzia: Ángel Sánchez |
|                       |            |                |                                     |                                                                     |

| 14 czerwca 2002 20:30 | Polska · Emmanuel Olisadebe 3' · Paweł Kryszałowicz 5' · Marcin Żewłakow 66' | 3:1(2:0)raport | Stany Zjednoczone · Landon Donovan 83' | Daejon World Cup Stadium, Taejŏn Widzów: 26 482 Sędzia: Lu Jun |
|                       |                                                                              |                |                                        |                                                                |

### Grupa E
| Zespół           | Pkt | M | W | R | P | Br+ | Br− | +/− |
| ---------------- | --- | - | - | - | - | --- | --- | --- |
| Niemcy           | 7   | 3 | 2 | 1 | 0 | 11  | 1   | 10  |
| Irlandia         | 5   | 3 | 1 | 2 | 0 | 5   | 2   | 3   |
| Kamerun          | 4   | 3 | 1 | 1 | 1 | 2   | 3   | -1  |
| Arabia Saudyjska | 0   | 3 | 0 | 0 | 3 | 0   | 12  | -12 |

| 1 czerwca 2002 15:30 | Irlandia · Matt Holland 52' | 1:1(0:1)raport | Kamerun · Patrick M’Boma 39' | Big Swan Stadium, Niigata Widzów: 33 679 Sędzia: Tooru Kamikawa |
|                      |                             |                |                              |                                                                 |

| 1 czerwca 2002 20:30 | Niemcy · Miroslav Klose 20', 25', 70' · Michael Ballack 40' · Carsten Jancker 45' · Thomas Linke 73' · Oliver Bierhoff 84' · Bernd Schneider 90+1' | 8:0(4:0)raport | Arabia Saudyjska | Sapporo Dome, Sapporo Widzów: 32 218 Sędzia: Ubaldo Aquino |
|                      | |                |                  |                                                            |

| 5 czerwca 2002 20:30 | Niemcy · Miroslav Klose 19' | 1:1(1:0)raport | Irlandia · Robbie Keane 90+2' | Stadion Kashima, Kashima (Ibaraki) Widzów: 35 854 Sędzia: Kim Milton Nielsen |
|                      |                             |                |                               |                                                                              |

| 6 czerwca 2002 18:00 | Kamerun · Samuel Eto’o 66' | 1:0(0:0)raport | Arabia Saudyjska | Stadion Saitama 2002, Saitama Widzów: 52 328 Sędzia: Terje Hauge |
|                      |                            |                |                  |                                                                  |

| 11 czerwca 2002 20:30 | Kamerun | 0:2(0:0)raport | Niemcy · Marco Bode 50' · Miroslav Klose 79' | Shizuoka Stadium, Fukuroi Widzów: 47 085 Sędzia: Antonio Lopez Nieto |
|                       |         |                |                                              |                                                                      |

| 11 czerwca 2002 20:30 | Arabia Saudyjska | 0:3(0:1)raport | Irlandia · Robbie Keane 7' · Gary Breen 61' · Damien Duff 87' | International Stadium, Jokohama Widzów: 65 320 Sędzia: Falla N’Doye |
|                       |                  |                |                                                               |                                                                     |

### Grupa F
| Zespół    | Pkt | M | W | R | P | Br+ | Br− | +/− |
| --------- | --- | - | - | - | - | --- | --- | --- |
| Szwecja   | 5   | 3 | 1 | 2 | 0 | 4   | 3   | 1   |
| Anglia    | 5   | 3 | 1 | 2 | 0 | 2   | 1   | 1   |
| Argentyna | 4   | 3 | 1 | 1 | 1 | 2   | 2   | 0   |
| Nigeria   | 1   | 3 | 0 | 1 | 2 | 1   | 3   | -2  |

| 2 czerwca 2002 14:30 | Argentyna · Gabriel Batistuta 63' | 1:0(0:0)raport | Nigeria | Stadion Kashima, Kashima (Ibaraki) Widzów: 34 050 Sędzia: Gilles Veissière |
|                      |                                   |                |         |                                                                            |

| 2 czerwca 2002 18:30 | Anglia · Sol Campbell 24' | 1:1(1:0)raport | Szwecja · Niclas Alexandersson 59' | Stadion Saitama 2002, Saitama Widzów: 52 721 Sędzia: Carlos Simon |
|                      |                           |                |                                    |                                                                   |

| 7 czerwca 2002 15:30 | Szwecja · Henrik Larsson 35', 63' (k) | 2:1(1:1)raport | Nigeria · Julius Aghahowa 27' | Wing Stadium, Kobe Widzów: 36 194 Sędzia: René Ortubé |
|                      |                                       |                |                               |                                                       |

| 7 czerwca 2002 20:30 | Argentyna | 0:1(0:1)raport | Anglia · David Beckham 44' (k.) | Sapporo Dome, Sapporo Widzów: 35 927 Sędzia: Pierluigi Collina |
|                      |           |                |                                 |                                                                |

| 12 czerwca 2002 15:30 | Szwecja · Anders Svensson 59' | 1:1(0:0)raport | Argentyna · Hernán Crespo 88' | Stadion Miyagi, Rifu Widzów: 45 777 Sędzia: Ali Bujsaim |
|                       |                               |                |                               |                                                         |

| 12 czerwca 2002 15:30 | Nigeria | 0:0raport | Anglia | Stadion Nagai, Osaka Widzów: 44 864 Sędzia: Brian Hall |
|                       |         |           |        |                                                        |

### Grupa G
| Zespół    | Pkt | M | W | R | P | Br+ | Br− | +/− |
| --------- | --- | - | - | - | - | --- | --- | --- |
| Meksyk    | 7   | 3 | 2 | 1 | 0 | 4   | 2   | 2   |
| Włochy    | 4   | 3 | 1 | 1 | 1 | 4   | 3   | 1   |
| Chorwacja | 3   | 3 | 1 | 0 | 2 | 2   | 3   | -1  |
| Ekwador   | 3   | 3 | 1 | 0 | 2 | 2   | 4   | -2  |

| 3 czerwca 2002 15:30 | Chorwacja | 0:1(0:0)raport | Meksyk · Cuauhtémoc Blanco 60' (k.) | Big Swan Stadium, Niigata Widzów: 32 239 Sędzia: Lu Jun |
|                      |           |                |                                     |                                                         |

| 3 czerwca 2002 20:30 | Włochy · Christian Vieri 7', 27' | 2:0(2:0)raport | Ekwador | Sapporo Dome, Sapporo Widzów: 31 081 Sędzia: Brian Hall |
|                      |                                  |                |         |                                                         |

| 8 czerwca 2002 18:00 | Włochy · Christian Vieri 55' | 1:2(0:0)raport | Chorwacja · Ivica Olić 73' · Milan Rapaić 76' | Stadion Kashima, Kashima (Ibaraki) Widzów: 36 472 Sędzia: Graham Poll |
|                      |                              |                |                                               |                                                                       |

| 9 czerwca 2002 15:30 | Meksyk · Jared Borgetti 28' · Gerardo Torrado 57' | 2:1(1:1)raport | Ekwador · Agustín Delgado 5' | Stadion Miyagi, Rifu Widzów: 45 610 Sędzia: Mourad Dami |
|                      |                                                   |                |                              |                                                         |

| 13 czerwca 2002 20:30 | Meksyk · Jared Borgetti 34' | 1:1(1:0)raport | Włochy · Alessandro Del Piero 85' | Stadion Ōita, Ōita Widzów: 39 291 Sędzia: Carlos Simon |
|                       |                             |                |                                   |                                                        |

| 13 czerwca 2002 20:30 | Ekwador · Édison Méndez 48' | 1:0(0:0)raport | Chorwacja | International Stadium, Jokohama Widzów: 65 862 Sędzia: William Mattus |
|                       |                             |                |           |                                                                       |

### Grupa H
| Zespół  | Pkt | M | W | R | P | Br+ | Br− | +/− |
| ------- | --- | - | - | - | - | --- | --- | --- |
| Japonia | 7   | 3 | 2 | 1 | 0 | 5   | 2   | 3   |
| Belgia  | 5   | 3 | 1 | 2 | 0 | 6   | 5   | 1   |
| Rosja   | 3   | 3 | 1 | 0 | 2 | 4   | 4   | 0   |
| Tunezja | 1   | 3 | 0 | 1 | 2 | 1   | 5   | -4  |

| 4 czerwca 2002 18:00 | Japonia · Takayuki Suzuki 59' · Jun’ichi Inamoto 67' | 2:2(0:0)raport | Belgia · Marc Wilmots 57' · Peter Van Der Heyden 75' | Stadion Saitama 2002, Saitama Widzów: 55 256 Sędzia: William Mattus |
|                      |                                                      |                |                                                      |                                                                     |

| 5 czerwca 2002 15:30 | Rosja · Jegor Titow 59' · Walerij Karpin 64' (k.) | 2:0(0:0)raport | Tunezja | Wing Stadium, Kobe Widzów: 30 957 Sędzia: Peter Prendergast |
|                      |                                                   |                |         |                                                             |

| 9 czerwca 2002 20:30 | Japonia · Jun’ichi Inamoto 51' | 1:0(0:0)raport | Rosja | International Stadium, Jokohama Widzów: 66 108 Sędzia: Markus Merk |
|                      |                                |                |       |                                                                    |

| 10 czerwca 2002 18:00 | Tunezja · Raouf Bouzaiene 17' | 1:1(1:1)raport | Belgia · Marc Wilmots 13' | Stadion Ōita, Ōita Widzów: 39 700 Sędzia: Mark Shield |
|                       |                               |                |                           |                                                       |

| 14 czerwca 2002 15:30 | Tunezja | 0:2(0:0)raport | Japonia · Hiroaki Morishima 48' · Hidetoshi Nakata 75' | Stadion Nagai, Osaka Widzów: 45 213 Sędzia: Gilles Veissière |
|                       |         |                |                                                        |                                                              |

| 14 czerwca 2002 15:30 | Belgia · Johan Walem 7' · Wesley Sonck 78' · Marc Wilmots 82' | 3:2(1:0)raport | Rosja · Władimir Biesczastnych 52' · Dmitrij Syczow 88' | Shizuoka Stadium, Fukuroi Widzów: 46 640 Sędzia: Kim Milton Nielsen |
|                       |                                                               |                |                                                         |                                                                     |

## Faza pucharowa
|  |                       |                   |                       |                    |                    |                    |                       |                   |                   |                   |                    |                    |                    |  |  |       |       |       |
|  | 1/8 finału            | 1/8 finału        | 1/8 finału            |                    |                    | Ćwierćfinały       | Ćwierćfinały          | Ćwierćfinały      |                   |                   | Półfinały          | Półfinały          | Półfinały          |  |  | Finał | Finał | Finał |
|  | 1/8 finału            | 1/8 finału        | 1/8 finału            |                    |                    | Ćwierćfinały       | Ćwierćfinały          | Ćwierćfinały      |                   |                   | Półfinały          | Półfinały          | Półfinały          |  |  | Finał | Finał | Finał |
|  | 15 czerwca – Sŏgwip’o |                   |                       |                    |                    |                    |                       |                   |                   |                   |                    |                    |                    |  |  |       |       |       |
|  |                       |                   |                       |                    |                    |                    |                       |                   |                   |                   |                    |                    |                    |  |  |       |       |       |
|  | Niemcy                | Niemcy            | 1                     |                    |                    |                    |                       |                   |                   |                   |                    |                    |                    |  |  |       |       |       |
|  | Niemcy                | Niemcy            | 1                     | 21 czerwca – Ulsan |                    |                    |                       |                   |                   |                   |                    |                    |                    |  |  |       |       |       |
|  | Paragwaj              | Paragwaj          | 0                     |                    |                    |                    |                       |                   |                   |                   |                    |                    |                    |  |  |       |       |       |
|  | Paragwaj              | Paragwaj          | 0                     |                    |                    | Niemcy             | Niemcy                | 1                 |                   |                   |                    |                    |                    |  |  |       |       |       |
|  | 17 czerwca – Chŏnju   |                   |                       |                    |                    | Niemcy             | Niemcy                | 1                 |                   |                   |                    |                    |                    |  |  |       |       |       |
|  |                       |                   | Stany Zjednoczone     | Stany Zjednoczone  | 0                  |                    |                       |                   |                   |                   |                    |                    |                    |  |  |       |       |       |
|  | Meksyk                | Meksyk            | Stany Zjednoczone     | Stany Zjednoczone  | 0                  | 0                  |                       |                   |                   |                   |                    |                    |                    |  |  |       |       |       |
|  | Meksyk                | Meksyk            |                       |                    |                    | 0                  | 25 czerwca – Seul     |                   |                   |                   |                    |                    |                    |  |  |       |       |       |
|  | Stany Zjednoczone     | Stany Zjednoczone | 2                     |                    |                    |                    |                       |                   |                   |                   |                    |                    |                    |  |  |       |       |       |
|  | Stany Zjednoczone     | Stany Zjednoczone | 2                     |                    |                    | Niemcy             | Niemcy                | 1                 |                   |                   |                    |                    |                    |  |  |       |       |       |
|  | 16 czerwca – Suwŏn    |                   |                       |                    |                    | Niemcy             | Niemcy                | 1                 |                   |                   |                    |                    |                    |  |  |       |       |       |
|  |                       |                   | Korea Południowa      | Korea Południowa   | 0                  |                    |                       |                   |                   |                   |                    |                    |                    |  |  |       |       |       |
|  | Hiszpania             | Hiszpania         | Korea Południowa      | Korea Południowa   | 0                  | 1(3)               |                       |                   |                   |                   |                    |                    |                    |  |  |       |       |       |
|  | Hiszpania             | Hiszpania         | 22 czerwca – Kwangju  |                    |                    | 1(3)               |                       |                   |                   |                   |                    |                    |                    |  |  |       |       |       |
|  | Irlandia              | Irlandia          | 1(2)                  |                    |                    |                    |                       |                   |                   |                   |                    |                    |                    |  |  |       |       |       |
|  | Irlandia              | Irlandia          | 1(2)                  |                    |                    | Hiszpania          | Hiszpania             | 0(3)              |                   |                   |                    |                    |                    |  |  |       |       |       |
|  | 18 czerwca – Taejŏn   |                   |                       |                    |                    | Hiszpania          | Hiszpania             | 0(3)              |                   |                   |                    |                    |                    |  |  |       |       |       |
|  |                       |                   | Korea Południowa      | Korea Południowa   | 0(5)               |                    |                       |                   |                   |                   |                    |                    |                    |  |  |       |       |       |
|  | Korea Południowa      | Korea Południowa  | Korea Południowa      | Korea Południowa   | 0(5)               | 2                  |                       |                   |                   |                   |                    |                    |                    |  |  |       |       |       |
|  | Korea Południowa      | Korea Południowa  |                       |                    |                    | 2                  | 30 czerwca – Jokohama |                   |                   |                   |                    |                    |                    |  |  |       |       |       |
|  | Włochy                | Włochy            | 1                     |                    |                    |                    |                       |                   |                   |                   |                    |                    |                    |  |  |       |       |       |
|  | Włochy                | Włochy            | 1                     |                    |                    | Niemcy             | Niemcy                | 0                 |                   |                   |                    |                    |                    |  |  |       |       |       |
|  | 15 czerwca – Niigata  |                   |                       |                    |                    | Niemcy             | Niemcy                | 0                 |                   |                   |                    |                    |                    |  |  |       |       |       |
|  |                       |                   | Brazylia              | Brazylia           | 2                  |                    |                       |                   |                   |                   |                    |                    |                    |  |  |       |       |       |
|  | Dania                 | Dania             | Brazylia              | Brazylia           | 2                  | 0                  |                       |                   |                   |                   |                    |                    |                    |  |  |       |       |       |
|  | Dania                 | Dania             | 21 czerwca – Shizuoka |                    |                    | 0                  |                       |                   |                   |                   |                    |                    |                    |  |  |       |       |       |
|  | Anglia                | Anglia            | 3                     |                    |                    |                    |                       |                   |                   |                   |                    |                    |                    |  |  |       |       |       |
|  | Anglia                | Anglia            | 3                     |                    |                    | Anglia             | Anglia                | 1                 |                   |                   |                    |                    |                    |  |  |       |       |       |
|  | 17 czerwca – Kobe     |                   |                       |                    |                    | Anglia             | Anglia                | 1                 |                   |                   |                    |                    |                    |  |  |       |       |       |
|  |                       |                   | Brazylia              | Brazylia           | 2                  |                    |                       |                   |                   |                   |                    |                    |                    |  |  |       |       |       |
|  | Brazylia              | Brazylia          | Brazylia              | Brazylia           | 2                  | 2                  |                       |                   |                   |                   |                    |                    |                    |  |  |       |       |       |
|  | Brazylia              | Brazylia          |                       |                    |                    | 2                  | 26 czerwca – Saitama  |                   |                   |                   |                    |                    |                    |  |  |       |       |       |
|  | Belgia                | Belgia            | 0                     |                    |                    |                    |                       |                   |                   |                   |                    |                    |                    |  |  |       |       |       |
|  | Belgia                | Belgia            | 0                     |                    |                    | Brazylia           | Brazylia              | 1                 |                   |                   |                    |                    |                    |  |  |       |       |       |
|  | 16 czerwca – Ōita     |                   |                       |                    |                    | Brazylia           | Brazylia              | 1                 |                   |                   |                    |                    |                    |  |  |       |       |       |
|  |                       |                   | Turcja                | Turcja             | 0                  |                    |                       | Mecz o 3. miejsce | Mecz o 3. miejsce | Mecz o 3. miejsce |                    |                    |                    |  |  |       |       |       |
|  | Szwecja               | Szwecja           | Turcja                | Turcja             | 0                  | 1                  |                       |                   |                   | Mecz o 3. miejsce |                    |                    |                    |  |  |       |       |       |
|  | Szwecja               | Szwecja           |                       |                    | 22 czerwca – Osaka | 22 czerwca – Osaka | 22 czerwca – Osaka    |                   |                   |                   | 29 czerwca – Daegu | 29 czerwca – Daegu | 29 czerwca – Daegu |  |  |       |       |       |
|  | Senegal               | Senegal           | 2                     |                    | 22 czerwca – Osaka | 22 czerwca – Osaka | 22 czerwca – Osaka    |                   |                   |                   | 29 czerwca – Daegu | 29 czerwca – Daegu | 29 czerwca – Daegu |  |  |       |       |       |
|  | Senegal               | Senegal           | 2                     |                    |                    | Senegal            | Senegal               | 0                 | Korea Południowa  | Korea Południowa  | 2                  |                    |                    |  |  |       |       |       |
|  | 18 czerwca – Rifu     |                   |                       |                    |                    | Senegal            | Senegal               | 0                 | Korea Południowa  | Korea Południowa  | 2                  |                    |                    |  |  |       |       |       |
|  |                       |                   | Turcja                | Turcja             | 1                  |                    |                       | Turcja            | Turcja            | 3                 |                    |                    |                    |  |  |       |       |       |
|  | Japonia               | Japonia           | Turcja                | Turcja             | 1                  | 0                  |                       | Turcja            | Turcja            | 3                 |                    |                    |                    |  |  |       |       |       |
|  | Japonia               | Japonia           |                       |                    |                    |                    |                       |                   |                   |                   |                    |                    |                    |  |  |       |       |       |
|  | Turcja                | Turcja            | 1                     |                    |                    |                    |                       |                   |                   |                   |                    |                    |                    |  |  |       |       |       |
|  | Turcja                | Turcja            | 1                     |                    |                    |                    |                       |                   |                   |                   |                    |                    |                    |  |  |       |       |       |

UWAGA: W nawiasach podane są wyniki po rzutach karnych

### 1/8 finału
| 15 czerwca 2002 15:30 | Niemcy · Oliver Neuville 88' | 1:0(0:0)raport | Paragwaj | Cheju World Cup Stadium, Seogwipo Widzów: 25 176 Sędzia: Carlos Batres |
|                       |                              |                |          |                                                                        |

| 15 czerwca 2002 20:30 | Dania | 0:3(0:3)raport | Anglia · Rio Ferdinand 5' · Michael Owen 22' · Emile Heskey 44' | Big Swan Stadium, Niigata Widzów: 40 582 Sędzia: Markus Merk |
|                       |       |                |                                                                 |                                                              |

| 16 czerwca 2002 15:30 | Szwecja · Henrik Larsson 11' | 1:2, po dogrywce(1:1, 1:1)raport | Senegal · Henri Camara 37' 107' | Stadion Ōita, Ōita Widzów: 39 747 Sędzia: Ubaldo Aquino |
|                       |                              |                                  |                                 |                                                         |

| 16 czerwca 2002 20:30                                                             | Hiszpania · Fernando Morientes 8' | 1:1, po dogrywce k. 3:2(1:1, 1:0)raport                                     | Irlandia · Robbie Keane 90' (k.) | Suwon World Cup Stadium, Suwŏn Widzów: 38 926 Sędzia: Anders Frisk |
|                                                                                   |                                   |                                                                             |                                  |                                                                    |
|                                                                                   |                                   | Rzuty karne                                                                 |                                  |                                                                    |
| Rubén Baraja · Fernando Hierro · Juan Carlos Valerón · Juanfran · Gaizka Mendieta |                                   | Matt Holland · Robbie Keane · David Connolly · Steve Finnan · Kevin Kilbane |                                  |                                                                    |

| 17 czerwca 2002 15:30 | Meksyk | 0:2(0:1)raport | Stany Zjednoczone · Brian McBride 8' · Landon Donovan 65' | Chonju World Cup Stadium, Chŏnju Widzów: 36 380 Sędzia: Vítor Melo Pereira |
|                       |        |                |                                                           |                                                                            |

| 17 czerwca 2002 20:30 | Brazylia · Rivaldo 67' · Ronaldo 87' | 2:0(0:0)raport | Belgia | Wing Stadium, Kobe Widzów: 40 440 Sędzia: Peter Prendergast |
|                       |                                      |                |        |                                                             |

| 18 czerwca 2002 15:30 | Japonia | 0:1(0:1)raport | Turcja · Ümit Davala 12' | Stadion Miyagi, Rifu Widzów: 45 666 Sędzia: Pierluigi Collina |
|                       |         |                |                          |                                                               |

| 18 czerwca 2002 20:30 | Korea Południowa · Seol Ki-hyeon 88' · Ahn Jung-hwan 119' | 2:1, po dogrywce(1:1, 0:1)raport | Włochy · Christian Vieri 18' | Daejon World Cup Stadium, Taejŏn Widzów: 38 588 Sędzia: Byron Moreno |
|                       |                                                           |                                  |                              |                                                                      |

### Ćwierćfinały
| 21 czerwca 2002 15:30 | Anglia · Michael Owen 23' | 1:2(1:1)raport | Brazylia · Rivaldo 45'+2 · Ronaldinho 50' | Shizuoka Stadium, Fukuroi Widzów: 47 436 Sędzia: Felipe Ramos |
|                       |                           |                |                                           |                                                               |

| 21 czerwca 2002 20:30 | Niemcy · Michael Ballack 39' | 1:0(1:0)raport | Stany Zjednoczone | Munsu Cup Stadium, Ulsan Widzów: 37 337 Sędzia: Hugh Dallas |
|                       |                              |                |                   |                                                             |

| 22 czerwca 2002 15:30                           | Hiszpania | 0:0 k. 3:5raport                                                              | Korea Południowa | Kwangju World Cup Stadium, Kwangju Widzów: 42 114 Sędzia: Gamal Ghandour |
|                                                 |           |                                                                               |                  |                                                                          |
|                                                 |           | Rzuty karne                                                                   |                  |                                                                          |
| Rubén Baraja · Xavi · Joaquín · Fernando Hierro |           | Ahn Jung-hwan · Seol Ki-hyeon · Hong Myung-bo · Hwang Sun-hong · Park Ji-sung |                  |                                                                          |

| 22 czerwca 2002 20:30 | Senegal | 0:1, po dogrywceraport | Turcja İlhan Mansız 97' | Stadion Nagai, Osaka Widzów: 44 233 Sędzia: Óscar Ruiz |
|                       |         |                        |                         |                                                        |

### Półfinały
| 25 czerwca 2002 20:30 | Niemcy · Michael Ballack 75' | 1:0(0:0)raport | Korea Południowa | Seul World Cup Stadium, Seul Widzów: 65 256 Sędzia: Urs Meier |
|                       |                              |                |                  |                                                               |

| 26 czerwca 2002 20:30 | Brazylia · Ronaldo 49' | 1:0(0:0)raport | Turcja | Stadion Saitama 2002, Saitama Widzów: 61 058 Sędzia: Kim Milton Nielsen |
|                       |                        |                |        |                                                                         |

### Mecz o 3. miejsce
| 29 czerwca 2002 20:00 | Korea Południowa · Lee Eul-yong 9' · Song Chong-gug 90+3' | 2:3(1:3)raport | Turcja · Hakan Şükür 1' · İlhan Mansız 13', 32' | Stadion Daegu World Cup Stadium, Daegu Widzów: 63 483 Sędzia: Saad Mane |
|                       |                                                           |                |                                                 |                                                                         |

### Finał
| 30 czerwca 2002 20:00 | Niemcy | 0:2(0:0)raport | Brazylia · Ronaldo 67', 79' | International Stadium, Jokohama Widzów: 69 029 Sędzia: Pierluigi Collina |
|                       |        |                |                             |                                                                          |

## Strzelcy

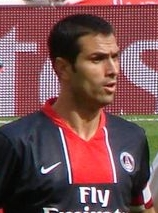
Pauleta – zdobywca jednego z dwóch hat-tricków MŚ 2002

- Bramki z serii rzutów karnych nie są wliczane do klasyfikacji strzelców. Informacje na temat autorów tych goli znajdą się wyłącznie przy opisie meczu.

Miano króla strzelców turnieju wywalczył Brazylijczyk Ronaldo z dorobkiem 8 bramek. Mistrz świata pokonywał bramkarza w każdym meczu turnieju z wyjątkiem ćwierćfinału. To największa liczba zdobytych goli przez jednego piłkarza od czasu mistrzostw z 1970, gdy ówczesny król strzelców Gerd Muller zaliczył 10 trafień.
| Liczba goli | Piłkarz |
| ----------- | --- |
| 8           | Ronaldo |
| 5           | Rivaldo Miroslav Klose |
| 4           | Jon Dahl Tomasson Christian Vieri |
| 3           | Marc Wilmots Fernando Morientes, Raúl González Robbie Keane Michael Ballack Pedro Pauleta Papa Bouba Diop Henrik Larsson İlhan Mansız |
| 2           | Michael Owen Ronaldinho Fernando Hierro Jun’ichi Inamoto Ahn Jung-hwan Rónald Gómez Jared Borgetti Henri Camara Brian McBride, Landon Donovan Ümit Davala, Hasan Şaş Nelson Cuevas |
| 1           | David Beckham, Sol Campbell, Rio Ferdinand, Emile Heskey Alessandro Del Piero Gabriel Batistuta, Hernán Crespo Wesley Sonck, Peter Van Der Heyden, Johan Walem Edmilson, Júnior, Roberto Carlos Ivica Olić, Milan Rapaić Dennis Rommedahl Agustín Delgado, Édison Méndez Gaizka Mendieta, Juan Carlos Valeron Hiroaki Morishima, Hidetoshi Nakata, Takayuki Suzuki Samuel Eto’o, Patrick M’Boma Song Chong-gug, Lee Eul-yong, Park Ji-sung, Seol Ki-hyeon, Hwang Sun-hong, Yoo Sang-chul Winston Parks, Paulo Wanchope, Mauricio Wright Matt Holland, Gary Breen, Damien Duff Cuauhtémoc Blanco, Gerardo Torrado Julius Aghahowa Francisco Arce, Jorge Luis Campos, Roque Santa Cruz Paweł Kryszałowicz, Emmanuel Olisadebe, Marcin Żewłakow Beto, Rui Costa Quinton Fortune, Bennedict McCarthy, Teboho Mokoena, Siyabonga Nomvethe, Lucas Radebe Władimir Biesczastnych, Walerij Karpin, Dmitrij Syczow, Jegor Titow Salif Diao, Khalilou Fadiga Milenko Ačimovič, Sebastjan Cimirotič John O’Brien, Clint Mathis Niclas Alexandersson, Anders Svensson Raouf Bouzaiene Emre Belözoğlu, Bülent Korkmaz, Hakan Şükür Diego Forlán, Richard Morales, Alvaro Recoba, Darío Rodríguez Oliver Neuville, Marco Bode, Carsten Jancker, Thomas Linke, Oliver Bierhoff |

## Czerwone kartki
Na MŚ 2002 arbitrzy pokazali 17 czerwonych kartek. Otrzymali je:
- Claudio Caniggia
- Ronaldinho
- Patrick Suffo
- Boris Živković
- Shao Jiayi
- Thierry Henry
- Carsten Ramelow
- Francesco Totti
- Rafael Márquez
- Roberto Acuña
- Carlos Paredes
- Beto
- João Pinto
- Salif Diao
- Nastja Čeh
- Alpay Özalan
- Hakan Ünsal